# محمية كرانتزكلوف الطبيعية
إن محمية كرانتزكلوف الطبيعية، التي تديرها مؤسسة إزمڤيلو للحياة البرية، تحافظ على مساحة 668 هكتارًا من جبال مولويني ووادي نهر نكوتو الذي يشق هضبة كلوف الرملية في كوازولو - ناتال، جنوب إفريقيا. تحافظ المحمية على الغابات المنحدرة الساحلية، والمراعي الصخرية، والنطاق الحيوي المواجه للجرف، والبيئة المائية على طول أنهارها. والغابات الوعرة من أنواع الغابات المهددة، وهي محمية بموجب قانون الغابات في جنوب أفريقيا عام 1998، في حين تصنف المراعي الأعشاب رملية التربة لمحمية كوازولو - ناتال، بوصفها البيئة البرية الأكثر عرضة للخطر في مدينة ديربان. وقد أنشئت هذه المحمية سنة 1950 وتوسعت مساحتها بالتبرع بالأراضي في أواخر عام 1999.

## الموقع
تقع المحمية عند مستوى 140 إلى 520 متر فوق مستوى سطح البحر، وتطل على الضواحي والمستوطنات غير الرسمية، وفي بعض مناطق تجمع المياه، وعلى محميات المملوكة للقطاع الخاص. تدير محافظة كلوف مشروع تيار رونالد كلوف، الذي أضاف بفعالية 5 هكتارات إلى المحمية. وتحتفظ المحميتان الطبيعيتان سبرينغسايد وإيفيثي، إضافةً إلى محمية إيفرتون، بالمخلفات الطبيعية لمناطق تجمع المياه العليا لنهري مولويني وإيفيثي.
يقسم أخدود مولويني المتشجر الضواحي السكنية لكل من كلوف وفورست هيلز، ويتقاطع مع طريق كلوف فولز. هذا الطريق يوفر الوصول إلى موقع التنزه الرئيسية في كلوف فولز، حيث مسارات المشي تختلف في كل من اتجاه المنبع والمصب. يتلاقى نهرا مولويني ونكوتو على بعد 1 كم خارج المحمية، ونحو 2 كم من أومجيني. تتضمن المحمية ومجالس الحفاظ على البيئة في نظام ديربان المساحة المفتوحة.
تقع المحمية على الحجر الرملي مجموعة ناتال من العصر الكامبري إلى الأوردوفيشي، نحو 490 مليون سنة، وتشير الآثار المستخرجة من ملاجئها الصخرية إلى أنه كان يسكنها أناس في وقت مبكر من العصر الحديدي.

## الحياة البرية
سُجِّل في الوادي أو في جواره نحو 25 نوعًا من البرمائيات، و254 نوعًا من الطيور، و50 من الثدييات، و36 نوعًا من الزواحف، و150 نوعًا من الفراش، و274 نوعًا من الأشجار. ويتعرض الغطاء النباتي الطبيعي لضغط من العديد من الأنواع الغازية، في حين أن بعض أنواع الأشجار معرضة لممارسات جمع التشويهات في منطقة ديربان الكبرى.

### الثدييات
أُطلق الديكر الأزرق والبوشباك إلى المحمية عامي 1970 و1971. وأدخل الديكر الأحمر، الذي انقرض إقليميًا، لكنه لم ينج، في حين كان لا بد من التخلص من قرود البابون بعد أن سببت إزعاجًا للسكان القريبين. يسكن الديكر الشائع وآخر جلاجو بني اللون في مدينة ديربان. وتشمل الحيوانات اللاحمة الصغيرة نمس الهور، والنمس أسود الذيل، والنمس أبيض الذنب، والنمس المصري والنمس المخطط، والزرقاء المرقطة، وعنّاق الأرض والورل النيلي.

### الطيور
سُجل نحو 254 نوعًا من الطيور في المحمية. فأزواج العقبان ذات التيجان الثلاثة التي تعشِّش في المحمية تتغذى على وبر الصخري والقرود وحيوان أبو منجل الحدادة. يعشِّش نسر والبرج وصقر وكري وصقور الشاهين الجوالة في الوادي السفلي. توجد طيور سرية مثل طائر عريض المنقار الإفريقي والصرد الوقواقي الرمادي ونارينا تروجون والوقواق الزمردي الإفريقي وبومة الخشب الإفريقية، لكن من المرجح أن يُسمع صوتها أكثر من أن تُرى. وتشمل الطيور المهاجرة في الشتاء طائر تشوريستر روبن شات، وطائر أبو الحناء ذي النجمة البيضاء، والمغني أصفر العنق وقلاع الأرض المرقطة النادرة. عازف البوق والبوق المتوَّج موجودان بكثرة ووضوح. إن طائر كنيسنا توراكو لا يوجد في أي مكان آخر في حاضر ديربان، ويوجد إلى جانب التوراكو الأرجواني العرف الأكثر عددًا.

### اللافقاريات
الدودة السوداء ألفية الأرجل المهددة بالانقراض، التي جُمعت للمرة الأولى سنة 1996، معروفة فقط من كرانتزكلوف ووادي جيبا القريب.

### النباتات
المحمية هي موطن لتنوع كبير من النباتات متضمنةً الأنواع النادرة المختلفة. وتشمل السيكادات من أجناس نخل الخبز وستانجريا. نخل ناتلينسيي من كرانزكلوف تمثل واحدة من عدة أصناف مميزة. توجد أيضًا عيِّنات قليلة من سفرجل الحجر الرملي دالفرينودييندورون الناتالي. حُفظت مجموعة من بقايا فئة زهرة براشيستلما ناتاليس، إلى جانب الفئة الوحيدة في جنوب إفريقيا من شجيرة مينارونجيا بوبينيرفيا. عُثر على النبات المائي المهدد بالانقراض هيدروستاكيس بوليمورفا في أحد شلالات مولويني، في حين أن الزنبق والعنصل الذي اكتُشف سنة 2005، يوجد في مواجهة الجرف في المحمية. سلالة فلوريبوندا المميزة من كراسولا مولتيكيفا هي مستوطنة في الغابات المنحدرة وقيعان الوديان من هذه المنطقة.

### المرافق وسبل الوصول
لا توفر المحمية أي سكن أو معسكر للتخييم، لكن مركز كرانزكلوف للمؤتمرات إلى جانب طريق كلوف فولز متاح للإيجار لعقد الاجتماعات أو المؤتمرات أو المناسبات الاجتماعية التي يشارك فيها 70 شخصًا. يُفتح موقع التنزه في شلالات كلوف يوميًا من شروق الشمس إلى غروبها مقابل 40 روبية للشخص الواحد، أو 20 روبية لكل طفل دون سن الثانية عشرة (تشرين الثاني 2018). لحاملي بطاقات وحيد القرن حرية الدخول، لكن بطاقات سانباركس البرية خصوصًا غير مقبولة. يُفتح موقع فالي درايف للتنزه في عطلات نهاية الأسبوع أو وفقًا لترتيب مسبق. لا يسمح بوجود الحيوانات الأليفة في المحمية. تتبع الأحداث الجارية، التي تنظمها منظمة محافظة كلوف، تستفيد من مشاريع ضباط المحمية الشرفيين. مناطق مختارة من الوادي متاحة لمتسلقي الصخور فقط، بشرط التوقيع في سجل التسلق وسداد الرسوم عند الدخول والمغادرة.

## مسارات السير
ويسهل استكشاف المحمية بواسطة العديد من مسارات المشي، أكثر من 20 كم في المجموع. وهي تسمى بالمسارات الحمراء (شلالات نكوتو، ساعة وخمس وعشرون دقيقة 1.25)، الصفراء (مولويني، أربع ساعات وخمس دقائق 4.5)، الخضراء (نتومبيني، ساعة واحدة)، الزرقاء (طويلة الظلال، ساعة وخمس دقائق)، البرتقالية (المنارة، ساعة واحدة)، السوداء (مبيتي، 45 دقيقة) والأبيض (ساعتان). خريطة الطريق متاحة في أي من مواقع النزهات.
يسمح مسار شلالات نكوتو للمتنزه بالوصول إلى قاعدة شلالات نكوتو والعودة إلى موقع نزهة نكوتو في 30 دقيقة. وينحدر درب مولويني الشاق نحو 350 مترًا إلى أسفل الوادي، ما يتيح للزائر الوصول إلى أسفل شلالات كلوف التي يبلغ ارتفاعها 90 مترًا قبل أن يعود إلى تعقبه. يمر درب نتومبيني عبر المراعي المستوية للوصول إلى موقع يسمى «الصدع» الذي يسمح بمناظر من الوادي السفلي. يتبع مسار لونغشاير نهر مولويني عكس التيار في غابة باردة ومستوية. ويختلف مسار بيكون عن مسار مولويني ليأخذ المتنزه على طول الأراضي العشبية المستوية بمواجهة الجرف. وينتهي الدرب الأبيض في منحدر حاد، يعبر طريق برادل ليعود إلى المحمية، ويتبع حافة الجرف قبل النزول إلى الشلال في نهر كونكا.
مع أن الحوادث نادرة، أُبلغ الزوار بأن المسارات البعيدة غير آمنة بسبب التضاريس غير المستوية، أو حوادث الجريمة السابقة، أو إمكانية الضياع. تُخصص محددات السير في الأحد الأول والثالث من كل شهر.